# Марио Алберто Сантана
Марио Алберто Сантана (на испански: Mario Alberto Santana) е аржентински професионален футболист, десен полузащитник. Той е играч на Про Патрия. Висок е 176 см.
Сантана притежава и италиански паспорт, което му позволява да не заема място на чужденец в състава на Фиорентина.